# Fortín Álvarez
El Fortín Álvarez es una fortificación del México colonial levantada en Acapulco, Guerrero durante el siglo XVII. Se ubica en lo alto del Cerro de La Mira, al poniente de la ciudad. Este fortín lleva el apellido Álvarez en honor a Juan Álvarez Hurtado, general liberal y militante —junto con Ignacio Comonfort— de la Revolución de Ayutla.
El Fortín Álvarez es conocido por ser el sitio donde el liberal Diego Álvarez Benítez junto con su padre Juan Álvarez Hurtado intentaron defender al puerto de Acapulco de las escuadras francesas que bombardearon la ciudad a principios de 1863 durante la segunda intervención francesa en México.

## Descripción
Se ubica dentro de un cuadrilátero de piedra que se extiende de norte a sur 39.90 m (metros), y de oriente a poniente 15.50 m. El grosor de sus muros es de 0.80 cm (centímetros), y de alto 6 cm de espesor. El acceso al fortín es por su parte poniente, posee dos ventanas en la parte oeste o por el lado este otras tres. En su parte interna, posee cuatro sostenes en forma rectangular levantados por los cuatro costados, estando inclinados y orientados hacia el punto cardinal correspondiente.
Otra particularidad del fortín, son sus torres de vigilancia, levantadas en las cuatro esquinas del cuadrilátero de la construcción. Sin embargo, solo dos de ellas (lado norte) se conservan, mientras que las del lado sur fueron destruidas para dar paso a la construcción de un calle, de una de ellas solo quedó su base.

## Historia
El Fortín Álvarez fue construido junto con el Fuerte de San Diego entre los años de 1615 y 1617 durante el Virreinato de Nueva España; su objetivo era servir como un almacén o depósito de municiones y pólvora, que serían necesarios cuando en el Fuerte se escasearan. Además, tenerlas en el Fuerte representaría un gran riesgo en caso de algún percance. El 14 de enero de 1792, el ingeniero Juan Camargo Caballero inició las obras de construcción de una Casamata o Polvorín, cerca del fortín.

### Sucesos en el fortín
El 12 de abril de 1813, José María Morelos comenzó un sitio en Acapulco con el objetivo de tomar la ciudad y ponerla en poder de los insurgentes. La organización de la tropa insurgente se distribuyó en tres columnas para rodear el puerto; una de ellas, a cargo de Julián de Ávila, se estableció en el Cerro de La Mira y en el Polvorín Casamata del Fortín Álvarez con el fin de avanzar estratégicamente hacia la población.
El 10 de enero de 1863, en medio del conflicto de la segunda intervención francesa en México, tres escuadras francesas de buques de guerra fondeaban a las afueras de la bahía de Acapulco. Diego Álvarez Benítez, junto con su padre el general Juan Álvarez Hurtado que ostentaba en ese momento el cargo de comandante general en jefe de Acapulco, mandaron a habilitar y preparar los fortines Álvarez, Hidalgo, Morelos, Guerrero e Iturbide, localizados en diferentes puntos del puerto, generalmente rodeando la bahía. Después de un intercambio de mensajes entre Álvarez y el capitán francés Le Bris, en punto de las 8:45 de la mañana los vapores de guerra y fragatas francesas entraron a la bahía y abrieron fuego hacía la población y a los fortines que la defendían. En menos de una hora todos los fortines, a excepción del Álvarez, quedaron inutilizados.
El fortín Álvarez tenía izada una bandera de México señalando a los franceses su resistencia y actividad. Diego Álvarez designó al Coronel José María Herrera para que se pusiera al mando de dicho fortín dado que la intención de Álvarez Benítez era evitar a toda costa el desembarco de las tropas invasoras. Fue así que las escuadras francesas comenzaron a bombardear directamente al fortín desde las 12:00 del día hasta las 5 de la tarde. Por su parte, los soldados en el Cerro de La Mira no podían contestar en ocasiones a los ataques debido a que los tiros no llegaban ni a la mitad de donde se encontraba su oponente, todo a causa de los pobres montajes que poseían. Nuevamente, en punto de las 6 de la mañana del día siguiente, el fortín Álvarez junto con la población sufrieron nuevos bombardeos por parte de la escuadra francesa prolongándose hasta las 11 de la mañana. Para las 6 de la mañana del 12 de enero, el fortín Álvarez rompió fuego contra los franceses, pero éstos no contestaron si no hasta las 12 del día cuando el intercambio de tiros se agudizó; numerosas granadas estallaron cerca del fortín. Fue hasta las 5:20 de la tarde de ese mismo día que el fuego terminó definitivamente, cuando la escuadra francesa salió de la bahía en medio de cañonazos por parte del fortín Álvarez. Los soldados aplaudieron y ondearon la bandera mexicana en medio de júbilo y alegría.